# Giao dịch ký quỹ
Giao dịch ký quỹ (Margin) hay cho vay ký quỹ là giao dịch mua chứng khoán có sử dụng tiền đi vay của công ty chứng khoán, trong đó chứng khoán có được từ giao dịch này và các chứng khoán khác được giao dịch ký quỹ của nhà đầu tư được sử dụng làm tài sản bảo đảm cho khoản vay trên. Giá trị giao di dịch ký quỹ là số tiền hoặc tài sản mà nhà đầu tư phải đặt cọc cho một công ty môi giới chứng khoán để thực hiện các giao dịch vượt quá số vốn hiện có của nhà đầu tư. Trong giao dịch này, người chơi chứng khoán (nhà đầu tư) sẽ vay tiền của công ty chứng khoán để mua chứng khoán chơi và đồng thời ký quỹ bảo đảm số chứng khoán đó cho chính công ty chứng khoán đã cho vay, và trả lãi vay định kỳ. Cách thức này tương tự như đi vay thế chấp là chiêu thức một người không có sẵn tiền nhưng vẫn mua được căn nhà 5 tỷ bằng cách đi vay 5 tỷ để mua căn nhà rồi thế chấp chính căn nhà đó, chủ nợ sẽ có tài sản đảm bảo là căn nhà 5 tỷ và hàng kỳ thu lãi vay, người đi vay tuy có căn nhà 5 tỷ nhưng phải trả lãi định kỳ, và rồi khi không trả được gốc và lãi thì sẽ bị siết mất căn nhà đó. Đây là việc vay tiền từ công ty môi giới để mua chứng khoán, với chính số chứng khoán đó được dùng làm tài sản thế chấp để nhà đầu tư gia tăng cách biệt lớn hơn việc khả năng mua (hoặc bán khống) chứng khoán, từ đó tạo cơ hội gia tăng lợi nhuận.

## Đại cương
Giao dịch ký quỹ là việc chủ sở hữu công cụ tài chính phải ký quỹ với một đối tác (thường là nhà môi giới hoặc sàn giao dịch) bằng tài sản thế chấp để đảm bảo việc thanh toán/thực hiện nghĩa vụ đối với một số hoặc tất cả rủi ro tín dụng mà chủ sở hữu đặt ra cho đối tác. Tài sản đảm bảo cho tài khoản ký quỹ có thể là tiền mặt được gửi trong tài khoản hoặc chứng khoán được cấp và đại diện cho số tiền có sẵn cho chủ tài khoản để tiếp tục giao dịch cổ phiếu. Rủi ro có thể phát sinh nếu chủ sở hữu đã thực hiện bất kỳ hành vi nào sau đây:
- Đã vay tiền mặt từ đối tác để có các công cụ tài chính (điển hình là cho vay ký quỹ trong hoạt động chứng khoán),
- Các công cụ tài chính đã vay để bán khống,
- Giao kết hợp đồng phái sinh.

Nhà đầu tư trước khi thực hiện giao dịch ký quỹ phải ký hợp đồng giao dịch ký quỹ với công ty chứng khoán được phép cung cấp dịch vụ cho khách hàng vay tiền mua chứng khoán theo quy định pháp luật. Hợp đồng giao dịch ký quỹ đồng thời là hợp đồng cho các khoản vay trên tài khoản giao dịch ký quỹ. Hợp đồng giao dịch ký quỹ tối thiểu phải bao gồm nội dung về tài sản bảo đảm cho giao dịch ký quý, thời hạn bổ sung ký quỹ, xử lý tài sản bảo đảm cho giao dịch ký quỹ khi nhà đầu tư không bổ sung ký quỹ, phương thức giải quyết khi có tranh chấp phát sinh; nêu rõ các rủi ro, thiệt hại có thể phát sinh và chi phí khách hàng phải thanh toán. Chứng khoán được giao dịch ký quỹ là cổ phiếu niêm yết, đăng ký giao dịch, chứng chỉ quỹ niêm yết trên hệ thống giao dịch chứng khoán và đáp ứng các tiêu chí
Cho vay ký quỹ trở nên phổ biến vào cuối những năm 1800 như một phương tiện để tài trợ cho các tuyến đường sắt, vào những năm 1920, các yêu cầu về ký quỹ đã được nới lỏng. Nói cách khác, các nhà môi giới yêu cầu các nhà đầu tư phải bỏ rất ít tiền của chính họ, trong khi ngày nay, yêu cầu ký quỹ của Cục Dự trữ Liên bang (theo Quy định T) giới hạn nợ ở mức 50%. Trong những năm 1920 tỷ lệ đòn bẩy lên đến 90% nợ không phải là hiếm. Khi tham gia vào thị trường chứng khoán, nhiều cá nhân đã nhận được lệnh gọi ký quỹ (Margin call). Họ phải chi ra nhiều tiền hơn cho người môi giới nếu không cổ phiếu của họ sẽ bị bán. Vì nhiều cá nhân không có vốn chủ sở hữu để trang trải nên cổ phiếu của họ đã bị bán, khiến thị trường tiếp tục suy giảm và các lệnh gọi ký quỹ tiếp tục diễn ra. Đây là một trong những yếu tố góp phần chính dẫn đến Sự sụp đổ của Thị trường Chứng khoán năm 1929, từ đó góp phần vào cuộc Đại suy thoái.